# Tuffi ai Giochi della VIII Olimpiade
Le competizioni di tuffi ai  Giochi della VII Olimpiade si sono svolte alla Piscine de Tourelles  tra il 14 e il 20 luglio 1924.
Si sono svolti 5 eventi: le gare dal trampolino e dalla piattaforma, sia maschili che femminili più la gara della "Piattaforma alta semplice", evento ormai scomparso dal programma olimpico e, proprio in questa edizione, disputato per la terza ed ultima volta.

## Podi

### Gare maschili
| Evento                               | Oro          | Perform. | Argento         | Perform. | Bronzo            | Perform. |
| Trampolino (dettagli)                | Albert White | 7,0      | Pete Desjardins | 8,0      | Clarence Pinkston | 15,0     |
| Piattaforma (dettagli)               | Albert White | 9        | David Fall      | 11,5     | Clarence Pinkston | 16,5     |
| Piattaforma alta semplice (dettagli) | Dick Eve     | 13,5     | John Jansson    | 14,5     | Harold Clarke     | 15,5     |

### Gare femminili
| Evento                 | Oro                       | Perform. | Argento                   | Perform. | Bronzo         | Perform. |
| Trampolino (dettagli)  | Elizabeth Becker-Pinkston | 8,0      | Aileen Riggin             | 12,0     | Carol Fletcher | 16,0     |
| Piattaforma (dettagli) | Caroline Smith            | 10,5     | Elizabeth Becker-Pinkston | 11,0     | Hjördis Töpel  | 15,5     |

## Medagliere
| Posizione | Paese         | Oro | Argento | Bronzo | Totale |
| --------- | ------------- | --- | ------- | ------ | ------ |
| 1         | Stati Uniti   | 4   | 4       | 3      | 11     |
| 2         | Australia     | 1   | 0       | 0      | 1      |
| 3         | Svezia        | 0   | 1       | 1      | 2      |
| 4         | Gran Bretagna | 0   | 0       | 1      | 1      |
| Totale    | Totale        | 5   | 5       | 5      | 15     |